# عین‌الله شریف‌پور
عین‌الله شریف‌پور معروف به إمش(زاده شهرستان چالدران) نماینده مردم حوزه انتخابیه ماکو و شوط و پلدشت و چالدران، در دهمین دوره مجلس شورای اسلامی بود.وی در  انتخابات دوازدهم دوره مجلس شورای اسلامی از حوزه انتخابیه ماکو و شوط و پلدشت و چالدران مجدداً ثبت کرد که با هشت هزار رای (نفر چهارم) نتوانست دوباره به مجلس شورای اسلامی راه یابد.

## نماینده ماکو و شوط و پلدشت و چالدران در مجلس دهم
در دهمین دوره انتخابات مجلس شورای اسلامی، عین‌الله شریف‌پور، در لیست ائتلاف فراگیر اصلاح طلبان: گام دوم قرار داشت و توانست با کسب ۲۷٬۸۳۰ رای از مجموع ۱۱۱٬۳۰۰ رای ماخوذه صحیح راهی مجلس دهم شود.